# 쓰루미 가즈코
쓰루미 가즈코(일본어: 鶴見 和子, 1918년 6월 10일 ~ 2006년 7월 31일)는 일본의 사회학자이다. 1918년 도쿄부 아자부구에서 태어났다. 1941년 배서 칼리지에서 철학 석사학위를 받고 컬럼비아 대학교 대학원을 다니다가 1942년 연락선으로 일본에 돌아왔다. 1946년 동생인 쓰루미 슌스케와 마루야마 마사오, 다케타니 미쓰오와 〈사상의 과학〉(思想の科学) 동인대회를 열고 잡지 《사상의 과학》을 창간했다. 1966년 프린스턴 대학교에서 사회학 박사를 취득했으며 세이케이 대학 등에서 교수로 재직하였다. 여러 편의 단카 가집을 쓰기도 하였다.